# 분지학

분지학(分枝學, cladistics) 또는 분기학(分岐學)은 계통학의 한 방법론적 분야이다. 가장 최근의 공통 조상에 대한 가설을 기반으로 유기체를 그룹("clades")으로 분류하는 생물학적 분류에 대한 접근 방식이다. 가정된 관계에 대한 증거는 일반적으로 더 먼 그룹과 조상에는 존재하지 않는 공유 파생 특성(동형구조)이다. 그러나 경험적 관점에서 볼 때, 공통 조상은 형질 상태를 관찰할 수 있는 분류군의 관계에 대한 분지론적 가설에 기초한 추론이다. 이론적으로 마지막 공통 조상과 그 후손은 모두 (최소) 계통군을 구성한다. 중요한 것은 모든 후손이 가장 중요한 조상 집단에 남아 있다는 것이다. 예를 들어, 벌레나 물고기라는 용어가 엄격한 분지론적 틀 내에서 사용된다면 이 용어에는 인간도 포함될 것이다. 이러한 용어 중 다수는 일반적으로 분지학 외부에서 측계통적으로 사용된다. 특히 멸종된 종을 포함할 때 정확하게 묘사하는 것은 무의미한 '등급'으로 간주된다. 방사선은 분기에 의해 새로운 하위 계통군을 생성하지만 실제로는 유성 교배로 인해 매우 밀접하게 관련된 그룹이 흐려질 수 있다.
가설로서, 일부 그룹이 명시적으로 제외된 경우에만 분기군이 거부될 수 있다. 그러면 제외된 집단이 실제로 그 집단의 마지막 공통 조상의 후손이 되어 집단 내에서 출현했다는 것을 알 수 있다. (분지학에서는 모든 후손이 조상 그룹에 속하기 때문에 "진화"는 오해의 소지가 있다.) 유효한 계통군만 유지하려면 그룹이 이런 식으로 측계통군임을 확인한 후 제외된 그룹을 계통군에 부여하거나 그룹을 폐지해야 한다.
다음으로 중요한(예를 들어 현존하는) 자매로의 분기점까지의 가지들은 계통군의 줄기 그룹으로 간주되지만, 원칙적으로 각 수준은 고유한 이름이 할당되어 자체적으로 존재한다. 완전히 분기된 트리의 경우 트리에 그룹을 추가하면 추가(명명된) 분기군과 해당 가지에 새 수준이 추가된다. 특히, 멸종된 그룹은 다른 그룹의 실제 조상이 발견되었는지 여부를 구별하지 않고 항상 곁가지에 배치된다.
분지학의 기술과 명명법은 생물학 이외의 분야에도 적용되었다.
분지학 연구 결과는 분류학에 어려움을 야기하고 있으며, 확립된 그룹의 계급 및 (속) 명명이 일관성이 없는 것으로 판명될 수 있다.
분지학은 이제 유기체를 분류하는 데 가장 일반적으로 사용되는 방법이다.

## 같이 보기
- 생물정보학
- 공통 조상
- 어족
- 계통분류학
- 트리 구조 (모델)